# برو جلو (مجموعه تلویزیونی)
برو جلو (چینی: 以家人之名) یک مجموعه تلویزیونی چینی در سال ۲۰۲۰ با ژانر عاشقانه و درام است. این مجموعه اولین بار در هونان تلویژن در ۱۰ اوت ۲۰۲۰ پخش شد. پخش این سریال موفقیت‌آمیز بود و به دلیل مضمون گرم خانوادگی‌اش با استقبال خوبی از سوی مخاطبان مواجه شد. در تاریخ ۸ اکتبر ۲۰۲۰ در آی‌چی‌یی به صورت جهانی با زیرنویس‌های چند زبانه پخش شد. در ویتنام، در FPT Play در ۱۲ اوت ۲۰۲۰ و در YouTube توسط Huace TV Vietnam در ۱۱ نوامبر ۲۰۲۰ پخش شد. نتفلیکس همچنین حق پخش این مجموعه را به دست آورد.

## داستان
داستان این سریال دربارهٔ لی جیانجیان (تان سونگیون)، لینگ شیائو ( سونگ ویلونگ) و هه زیکیو (ژانگ شین‌چنگ) سه جوان آشفته‌است که از لحاظ خونی ارتباطی با یکدیگر ندارند ولی تصمیم می‌گیرند که مانند خانواده یکدیگر باشند و مهر و محبتی را که نمی‌توانستند در خانوده اصلی خود پیدا کنند را اینگونه بیابند.

## بازیگران
- تان سونگیون در نقش Li Jianjian (李尖尖)
- سونگ ویلونگ در نقش Ling Xiao (凌霄)
- ژانگ شین‌چنگ در نقش He Ziqiu (贺子秋)
- تان سانگیانگ در نقش Li Haichao (李海潮)
- ژانگ ژیانگ در نقش Ling Heping (凌和平)
- هه روژاینگ در نقش Tang Can (唐灿)
- سان یی در نقش Qi Mingyue (齐明月)

## تولید
فیلمبرداری در ۱۶ سپتامبر ۲۰۱۹ آغاز شد و در ۲۹ دسامبر ۲۰۱۹ در شیامن به پایان رسید.

## موسیقی متن اصلی
| در سال ۲۰۲۰ منتشر شد | در سال ۲۰۲۰ منتشر شد                          | در سال ۲۰۲۰ منتشر شد | در سال ۲۰۲۰ منتشر شد   | در سال ۲۰۲۰ منتشر شد | در سال ۲۰۲۰ منتشر شد |
| شماره                | نام                                           | سراینده              | آهنگساز                | Artist               | مدت                  |
| -------------------- | --------------------------------------------- | -------------------- | ---------------------- | -------------------- | -------------------- |
| ۱.                   | «Fearless» (无畏)                             | Sa Ji                | Jin Dazhou             | Ma Di                | ۲:۵۹                 |
| ۲.                   | «I Will Stay Hot» (我会守在这里)              | Sa Ji                | Jin Dazhou             | Mao Buyi             | ۲:۵۴                 |
| ۳.                   | «The Light Which Cannot Be Seen» (看不见的光) | Sa Ji                | Cui Sezhi Nan Juming   | Zhao BuEr            | ۳:۱۶                 |
| ۴.                   | «Like a Breeze»                               | Sa Ji                | Huang Yongzhou         | Tan Songyun          | ۳:۰۷                 |
| ۵.                   | «Rain» (雨)                                   | Sa Ji                | Sun Qiu Kim Dong Young | Shen Yicheng         | ۳:۳۵                 |
| ۶.                   | «If Rain» (萨吉)                              | Sa Ji                | Sun Qiu Kim Dong Young | Sa Ji                | ۳:۲۹                 |
| ۷.                   | «My Everything»                               | Sa Ji                | Jin Tinghe Song Yongen | Kim Jun Sik          | ۳:۴۶                 |
| مجموع مدت:           | مجموع مدت:                                    | مجموع مدت:           | مجموع مدت:             | مجموع مدت:           | ۲۳:۱۶                |